# Campionati del mondo di pesca al colpo
Il Campionato del mondo di pesca al colpo è una competizione di pesca sportiva in acqua dolce. I paesi partecipanti pescano in squadre di cinque con punti assegnati alla squadra con il peso aggregato più elevato e per il peso individuale più elevato. Fin dalla sua istituzione nel 1954, la competizione è stata organizzata su fiumi e canali e, sino al 2019, i campionati non si sono svolti al di fuori dell'Europa. Nel 1992, Dave Wesson, un australiano, divenne l'unico non europeo a vincere il titolo.
La 70ª edizione si è tenuta nel mese di settembre 2024 a Béthune in Francia.

## Risultati dei campionati
| Anno | Luogo                                     | Campione individuale         | kg/lbs                         | Squadra campione | Punti |
| ---- | ----------------------------------------- | ---------------------------- | ------------------------------ | ---------------- | ----- |
| 1954 | Düsseldorf, Germania Ovest                | Gino Vigarani, Italia        | 2,467 chilogrammi (5,44 lb)    | Inghilterra      | 50    |
| 1955 | Reading, Inghilterra                      | Maill, Francia               | 2,448 chilogrammi (5,40 lb)    | Lussemburgo      | 69    |
| 1956 | Parigi, Francia                           | Cerfontaine, Francia         | 1,541 chilogrammi (3,40 lb)    | Francia          | 39    |
| 1957 | Belgrado, Yugoslavia                      | Mandell, Italia              | 8,780 chilogrammi (19,36 lb)   | Italia           | 23    |
| 1958 | Huy, Belgio                               | Garroit, Belgio              | 8,780 chilogrammi (19,36 lb)   | Belgio           | 29    |
| 1959 | Neuchâtel, Svizzera                       | Tesse, Francia               | 6,386 chilogrammi (14,08 lb)   | Francia          | 71    |
| 1960 | Danzica, Polonia                          | Tesse, Francia               | 2,000 chilogrammi (4,409 lb)   | Belgio           | 36    |
| 1961 | Merseburg, Germania Est                   | Le Gouge, Francia            | 3,120 chilogrammi (6,88 lb)    | Germania Est     | 44    |
| 1962 | Lago di Garda, Italia                     | Roberto Tedesco, Italia      | 3,615 chilogrammi (7,97 lb)    | Italia           | 21    |
| 1963 | Wormeldange, Lussemburgo                  | Billy Lane, Inghilterra      | 4,570 chilogrammi (10,08 lb)   | Francia          | 57    |
| 1964 | Isola dei Pescatori, Italia               | Fontanet, Francia            | 5,395 chilogrammi (11,89 lb)   | Francia          | 6     |
| 1965 | Galati, Romania                           | Tesse, Francia               | 3,227 chilogrammi (7,11 lb)    | Romania          | 22    |
| 1966 | Martham Ferry, Inghilterra                | Guiheneuf, Francia           | 5,742 chilogrammi (12,66 lb)   | Francia          | 8     |
| 1967 | Dunaújváros, Ungheria                     | Isenbaert, Belgio            | 9,880 chilogrammi (21,78 lb)   | Belgio           | 12    |
| 1968 | Fermoy, Irlanda                           | Grebenstein, Germania Ovest  | 3,218 chilogrammi (7,09 lb)    | Francia          | 18    |
| 1969 | Bad Oldesloe, Germania Ovest              | Robin Harris, Inghilterra    | 4,462 chilogrammi (9,84 lb)    | Paesi Bassi      | 17    |
| 1970 | Berg, Paesi Bassi                         | Van Den Eynde, Belgio        | 4,084 chilogrammi (9,00 lb)    | Belgio           | 8     |
| 1971 | Peschiera del Garda, Italia               | Dino Bassi, Italia           | 3,913 chilogrammi (8,63 lb)    | Italia           | 6     |
| 1972 | Praga, Cecoslovacchia                     | Levels, Paesi Bassi          | 9,310 chilogrammi (20,53 lb)   | Francia          | 12    |
| 1973 | Chalon-sur-Saône, Francia                 | Michiels, Francia            | 3,681 chilogrammi (8,12 lb)    | Belgio           | 10    |
| 1974 | Gand, Belgio                              | Richter, Germania Ovest      | 5,016 chilogrammi (11,06 lb)   | Francia          | 18    |
| 1975 | Bydgoszcz, Polonia                        | Ian Heaps, Inghilterra       | 10,234 chilogrammi (22,56 lb)  | Francia          | 23    |
| 1976 | Varna, Bulgaria                           | Dino Bassi, Italia           | 8,296 chilogrammi (18,29 lb)   | Italia           | 7     |
| 1977 | Ehnen, Lussemburgo                        | Mainil, Belgio               | 3,941 chilogrammi (8,69 lb)    | Lussemburgo      | 16    |
| 1978 | Vienna, Austria                           | Fougeat, Francia             | 1,561 chilogrammi (3,44 lb)    | Francia          | 14    |
| 1979 | Saragozza, Spagna                         | Heulard, Francia             | 2,155 chilogrammi (4,75 lb)    | Francia          | 14    |
| 1980 | Mannheim, Germania Ovest                  | Kremkus, Germania Ovest      | 16,990 chilogrammi (37,46 lb)  | Germania Ovest   | 7     |
| 1981 | Luddington, Inghilterra                   | David Thomas, Inghilterra    | 1,190 chilogrammi (2,62 lb)    | Francia          | 25    |
| 1982 | Newry, Irlanda del Nord                   | Kevin Ashurst, Inghilterra   | 0,820 chilogrammi (1,81 lb)    | Paesi Bassi      | 20    |
| 1983 | Amersfoort, Paesi Bassi                   | Kremkus, Germania Ovest      | 0,820 chilogrammi (1,81 lb)    | Belgio           | 9     |
| 1984 | Yverdon, Svizzera                         | Bobby Smithers, Irlanda      | 0,820 chilogrammi (1,81 lb)    | Lussemburgo      | 28    |
| 1985 | Firenze, Italia                           | David Roper, Inghilterra     | 6,405 chilogrammi (14,12 lb)   | Inghilterra      | 16    |
| 1986 | Strasburgo, Francia                       | Wever, Paesi Bassi           | 3,940 chilogrammi (8,69 lb)    | Italia           | 27    |
| 1987 | Coimbra, Portogallo                       | Clive Branson, Galles        | 2,500 chilogrammi (5,51 lb)    | Inghilterra      | 9     |
| 1988 | Damme, Belgio                             | Fougeat, Francia             | 7,060 chilogrammi (15,56 lb)   | Inghilterra      | 50    |
| 1989 | Plovdiv, Bulgaria                         | Tom Pickering, Inghilterra   | 15,450 chilogrammi (34,06 lb)  | Wales            | 48    |
| 1990 | Maribor, Yugoslavia                       | Bob Nudd, Inghilterra        | 2,665 chilogrammi (5,88 lb)    | Francia          | 6     |
| 1991 | Szeged, Ungheria                          | Bob Nudd, Inghilterra        | 12,215 chilogrammi (26,93 lb)  | Inghilterra      | 44    |
| 1992 | Enniskillen, Irlanda del Nord             | Dave Wesson, Australia       | 8,820 chilogrammi (19,44 lb)   | Italia           | 94    |
| 1993 | Coruche, Portogallo                       | Barros, Portogallo           | 6,945 chilogrammi (15,31 lb)   | Italia           | 49    |
| 1994 | Nottingham, Inghilterra                   | Bob Nudd, Inghilterra        | 8,500 chilogrammi (18,74 lb)   | Inghilterra      | 92    |
| 1995 | Lappeenranta, Finlandia                   | Jean, Francia                | 6,405 chilogrammi (14,12 lb)   | Francia          | 23    |
| 1996 | Peschiera del Garda, Italia               | Alan Scotthorne, Inghilterra | 3,940 chilogrammi (8,69 lb)    | Italia           | 36    |
| 1997 | Velence, Ungheria                         | Alan Scotthorne, Inghilterra | 19,711 chilogrammi (43,46 lb)  | Italia           | 56.5  |
| 1998 | Zagabria, Croazia                         | Alan Scotthorne, Inghilterra | 9,726 chilogrammi (21,44 lb)   | Inghilterra      | 61    |
| 1999 | Toledo, Spagna                            | Bob Nudd, Inghilterra        | 54,110 chilogrammi (119,29 lb) | Spagna           | 34    |
| 2000 | Firenze, Italia                           | Jacopo Falsini, Italia       | ?                              | Italia           | 37    |
| 2001 | Parigi, Francia                           | Umberto Ballabeni, Italia    | ?                              | Inghilterra      | 68    |
| 2002 | Coimbra, Portogallo                       | Blasco, Spagna               | ?                              | Spagna           | 52.5  |
| 2003 | Madunice, Slovacchia                      | Alan Scotthorne, Inghilterra | ?                              | Ungheria         | 55    |
| 2004 | Willebroek, Belgio                        | Tamas Walter, Ungheria       | ?                              | Francia          | 70    |
| 2005 | ?, Finlandia                              | Guido Nullens, Belgio        | ?                              | Inghilterra      | 64    |
| 2006 | Fiume Mondego, Portogallo                 | Tamas Walter, Ungheria       | 10,105 chilogrammi (22,28 lb)  | Inghilterra      | 61    |
| 2007 | Lago di Velence, Ungheria                 | Alan Scotthorne, Inghilterra | 10.170 kg                      | Italia           | 57    |
| 2008 | Canale di Spinadesco, Italia              | Will Raison, Inghilterra     | 23,530 chilogrammi (51,87 lb)  | Inghilterra      | 74    |
| 2009 | Lage Vaart Canal, Paesi Bassi             | Igor Potapov, Russia         | ?                              | Slovakia         | 39    |
| 2010 | Ciudad Real, Spagna                       | Meis Frank, Lussemburgo      | ?                              | Inghilterra      | 40    |
| 2011 | Ostellato, Italia                         | Andrea Fini, Italia          | ?                              | Italia           | 21    |
| 2012 | Fiume Morava, Repubblica Ceca             | Sean Ashby, Inghilterra      | 11.438 kg                      | Polonia          | 32    |
| 2013 | Żerański Canal, Varsavia, Polonia         | Didier Delannoy, Francia     | ?                              | Inghilterra      | 22    |
| 2014 | Canale Dubrava, Croazia                   | Goran Radovic, Serbia        | ?                              | Paesi Bassi      | 38    |
| 2015 | Fiume Sava, Slovenia                      | Yuri Siptov, Russia          | 36,939 chilogrammi (16,75 lb)  | Italia           | 37    |
| 2016 | Rowing Course, Plovdiv, Bulgaria          | Jernej Ambrozic, Slovenia    | 13,369 chilogrammi (29,47 lb)  | Ungheria         | 34    |
| 2017 | Ronquières, Belgio                        | Luc Thijs, Belgio            | 17,011 chilogrammi (7,71 lb)   | Belgio           | 18    |
| 2018 | Montemor-o-Velho, Portogallo              | Johannes Böhm, Germania      | 13,480 chilogrammi (31,92 lb)  | Germania         | 46    |
| 2019 | Canale DTD, Novi Sad, Serbia              | Alan Perko, Croazia          | 12,524 chilogrammi (27,61 lb)  | Francia          | 20    |
| 2020 | annullata Pandemia di COVID-19            | -                            | -                              | -                | -     |
| 2021 | Fiume Mincio, Peschiera del Garda, Italia | Goran Radovic, Serbia        | 12,379 chilogrammi (27,29 lb)  | Italia           | 75    |
| 2022 | Stara Drava, Bilje, Croazia               | Mihael Pongrac, Croazia      | 19,345 chilogrammi (42,65 lb)  | Serbia           | 31.5  |
| 2023 | Mequinenza-Fayón, Spagna                  | Esteve Martinez, Spagna      | 58,250 chilogrammi (128,42 lb) | Serbia           | 45    |
| 2024 | Béthune, Francia                          | László Csillag, Ungheria     | 4,891 chilogrammi (10,78 lb)   | Croazia          | 31    |

## Albo d'oro
| Albo d'oro della competizione a squadre: Francia 16, Italia 14, Inghilterra 13, Belgio 7, Olanda 3, Lussemburgo 3, Germania 3, Spagna 2, Ungheria 2, Serbia 2, Galles 1, Polonia 1, Romania 1, Slovacchia 1, Croazia 1 |
| Campioni multipli individuali: Alan Scotthorne 5, Bob Nudd 4, Robert Tesse 3, Jean Pierre Fougeat 2, Rudgher Kremkus 2, Dino Bassi 2, Tamás Walter 2, Goran Radovic 2                                                  |